# Levon Akopjan
Levon Oganesovitj Akopjan (ryska: Левон Оганесович Акопян), född 7 november 1944 i Teheran, Iran, död 29 augusti 2018 i Volgograd, Ryssland, var en rysk handbollstränare. Han var bland annat förbundskapten för Rysslands damlandslag mellan 1995 och 1996, och tränare för GK Dynamo Volgograd i 14 år. Hans sista tränaruppdrag var för ryska GK Lada mellan 2013 och 2018.

## Klubbtränare
Akopjan arbetade som handbollstränare på en regional idrottsskola i Volgograd mellan 1972 och 1997. Under denna period tränade han också lag från klubbarna Burevestnik, Uroskaj och Meliorator, senare omdöpt till Rotor Volgograd. 1997 tog han över den ryska toppklubben Akva Volgograd, som bytte namn till GK Dynamo Volgograd under hans tränartid där. Under hans ledning vann Dynamos damlag sex ryska mästerskap och en gång vann man EHF-cupen. 2011 avslutade han sin tränarkarriär i GK Dynamo Volgograd. I juli 2013 tog han över tränarposten i GK Lada. Lada vann året efter EHF-cupen 2014.

## Landslagstränare
Akopjan tränade det ryska ungdomslandslaget från 1993 till 2003. Laget vann flera ungdoms-VM under hans ledning. 1995–1996 tränade han även det ryska seniordamlandslaget. Vid Universiaden 2015 i Gwangju ledde han det ryska studentlaget som vann guldmedaljen. Samma år var Akopjan återigen med i tränarstaben i det ryska damlandslaget i ett år. Under denna period vann Ryssland OS-guld 2016 i Rio De Janeiro.

## Övrigt
Levon Akopjans svärdotter Olga Akopjan spelade i det ryska handbollslandslaget. 